# Gaafu Dhaalu atoll
Gaafu Dhaalu atoll  är en administrativ atoll i Maldiverna. Den ligger i den södra delen av landet, den administrativa centralorten  Thinadhoo ligger 410 km söder om huvudstaden Malé. Antalet invånare vid folkräkningen 2014 var 12 690.
Den består av den södra delen av Huvadhuatollen och har 153 öar, varav nio är bebodda: Faresmaathodaa, Fiyoari, Gadhdhoo, Hoandehdhoo, Madeveli, Nadallaa, Rathafandhoo, Thinadhoo och Vaadhoo.